# Zamarada ucata
Zamarada ucata är en fjärilsart som beskrevs av Fletcher 1974. Zamarada ucata ingår i släktet Zamarada och familjen mätare. Inga underarter finns listade i Catalogue of Life.